# Wielka wędrówka ludów
Wielka wędrówka ludów – okres migracji plemion barbarzyńskich, w szczególności Hunów i Germanów, na terytoria Cesarstwa Rzymskiego i sąsiednie, u schyłku starożytności i w początkach średniowiecza (IV–VI wiek). Proces ten radykalnie odmienił obraz kontynentu europejskiego – doprowadził do zmian etnicznych na dużych obszarach, wyznaczył koniec starożytności i pociągnął za sobą upadek cesarstwa zachodniorzymskiego. Większość powstałych na jego gruzach nowych państw sama podzieliła jego los, jednak niektóre (jak państwo frankijskie) stały się podwalinami nowożytnych państw europejskich.

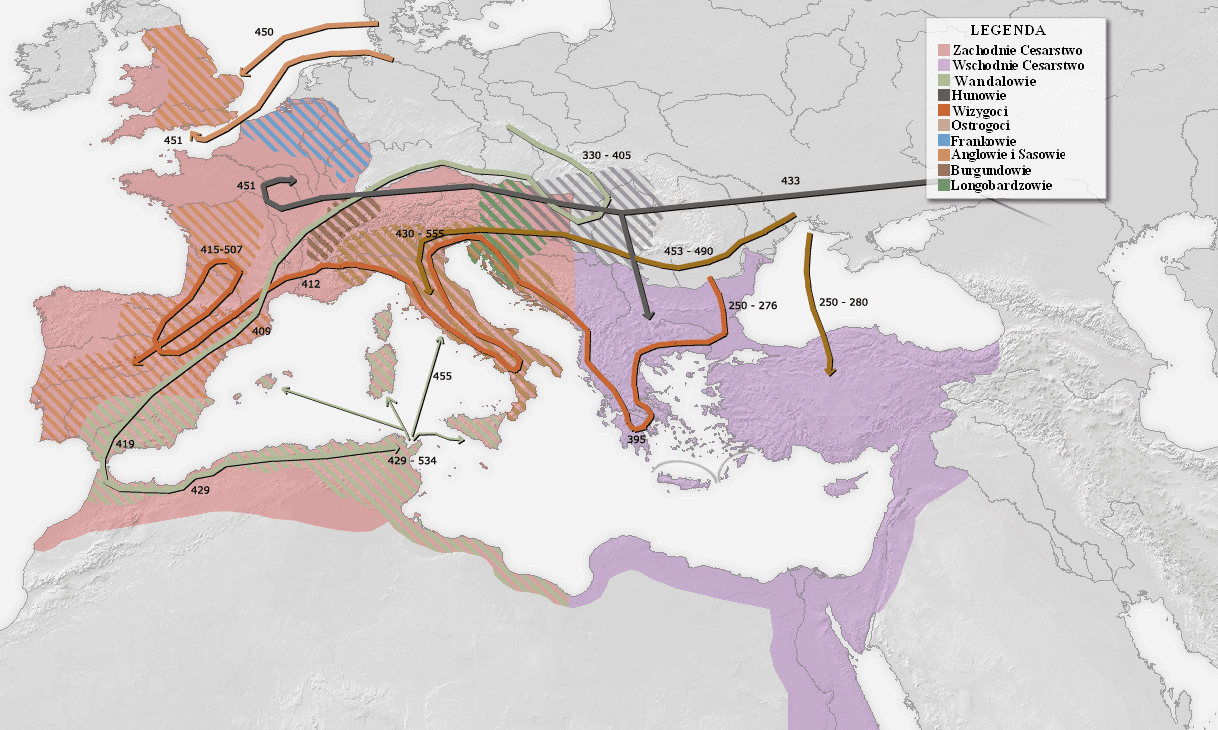
Wielka wędrówka ludów na terytorium Cesarstwa Rzymskiego

## Rozkład świata antycznego
W ciągu IV w. n.e. cesarstwo rzymskie przechodziło liczne przeobrażenia. Koniec wojen zaczepnych spowodował brak podaży niewolników na terenie Imperium. Liczba vernae (niewolników nie zakupionych, a wychowanych w obrębie gospodarstwa) rosła. Pociągnęło to humanitaryzację stosunku panów do niewolników – coraz częściej zezwalano im na zakładanie rodzin i użytkowanie małych poletek, z których jedynie część zbiorów odprowadzali dla pana, resztę zostawiając dla siebie. Tę warstwę niewolników nazywano servi casati. Równocześnie rozwój latyfundiów sięgnął zenitu. Ich uprzywilejowanie (m.in. pod względem podatkowym) spowodowało ruinę wolnych chłopów, których całe rzesze zamiast uprawiać własne ziemie, zaczęły dzierżawić działki w obrębie latyfundiów, płacąc czynsz. Problemy z jego uiszczeniem powodowały coraz większe uzależnienie chłopa od latyfundysty. Proces postępował tak szybko, że w okresie wędrówki ludów servi casati i dzierżawcy działek tworzyli już jedną grupę, kolonów. Dodatkowo wielu z nich oddawało swe działki w zamian za opiekę możnego sąsiada. Zjawisko to nazywano patrocinia vicorum. Poddaństwo takie wyłączało chłopa z obiegu towarów spoza włości pana oraz z powszechnego systemu podatkowego. Doprowadziło to do ruiny gospodarki miast, jak i całego cesarstwa. Dodatkowo klęskę miast potęgował edykt o dziedziczeniu zawodów. Kryzys ekonomiczny doprowadzał do częstych wystąpień społecznych (ich uczestników nazywano w Galii bagaudami).
W IV w. armia rzymska dzieliła się na dwa rodzaje wojska: limitanei i comitatenses. Pierwsi, stacjonujący na granicach cesarstwa, byli rekrutowani z ludności prowincji, której bronili i zazwyczaj ich wartość bojowa była bardzo niska. Comitatenses natomiast stanowili jednostki doborowe, wchodzące w skład orszaku cesarskiego (łac. comitatus). Dostarczaniem rekruta obarczano w największym stopniu latyfundystów. Coraz częściej, zamiast uszczuplać liczbę swoich kolonów, płacili za nich specjalną daninę (łac. aurum tironicum). Pozwalało to zyskać doświadczonych najemników, a nie nieobytych z wojaczką chłopów. Na większą skalę proceder ten zagrażał armii – zaczęło w niej brakować nie tyle Rzymian, co nawet obywateli rzymskich, ponieważ lwią część armii stanowili barbarzyńcy. W armii zanikały rzymska dyscyplina i taktyka, gdyż dzięki swoim umiejętnościom Germanie szybko awansowali na szczeblach kariery wojskowej. Proces ten zaczął się już około 160 roku, ale rozmiary zagrażające państwu rzymskiemu przyjął dopiero w ostatnich latach IV wieku.
W omawianym okresie nastąpił również wzrost biurokratyzacji państwa. Rozrosły się urzędy (officia, scrinia), na których czele stali odpowiedni komesi (np. comes sacrarum largitionum – zarządca skarbu). Najwyżsi urzędnicy stali wokół cesarza, który na wzór monarchów orientalnych (np. perskich Sasanidów) od czasów Dioklecjana (284–305) stał się władcą absolutnym (dominus) – źródłem wszelkich praw. Tak pojmowana pozycja władcy źle wpływała na senat rzymski. Pochodzący w większości z warstwy latyfundystów senatorowie coraz rzadziej docierali do Rzymu ze swych posiadłości, pozostawiając w nim jedynie senatorów z nadania wyższych urzędników i wojskowych co doprowadziło do przeobrażenia senatu w ciało doradcze.

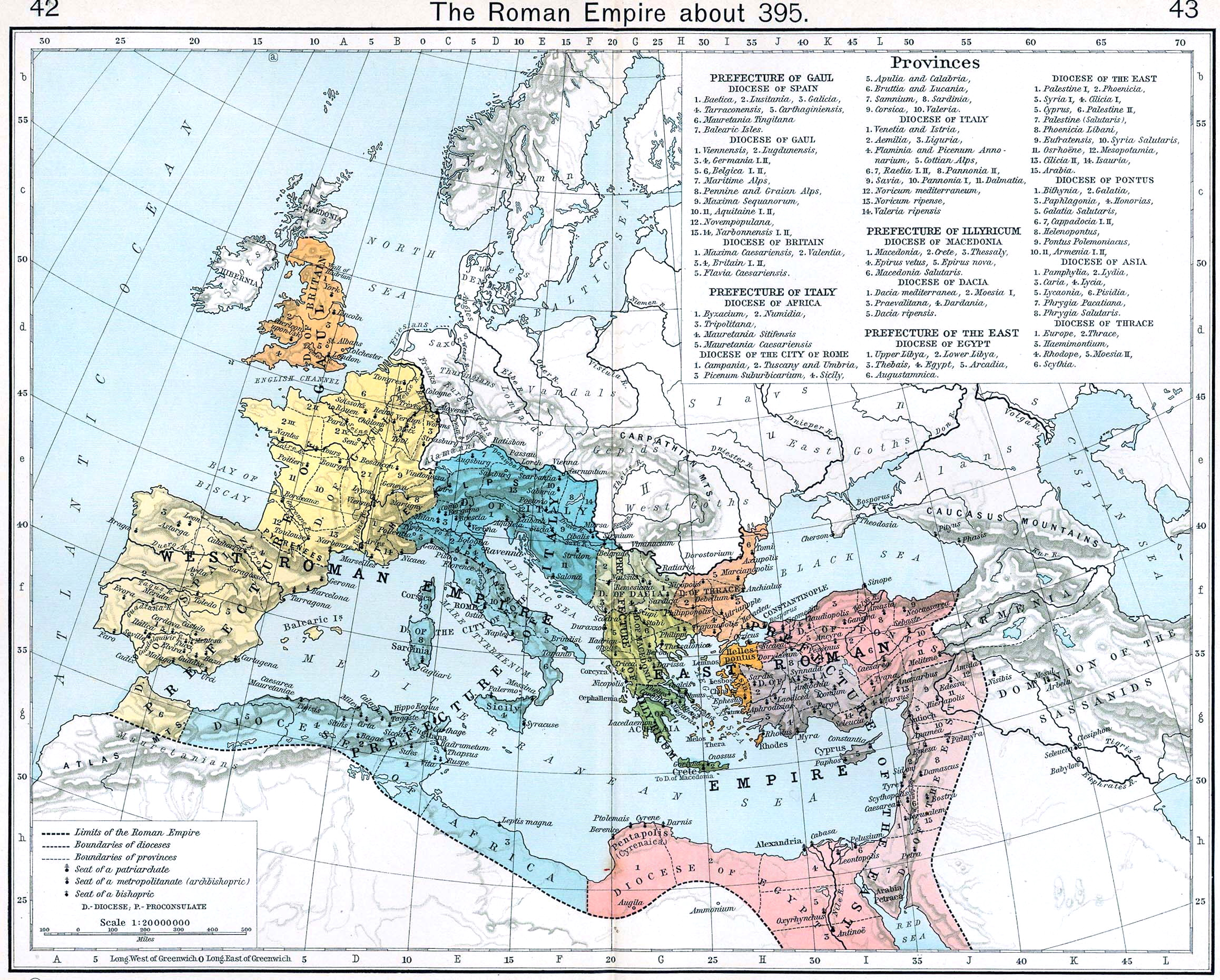
Cesarstwo rzymskie po reformie Teodozjusza Wielkiego (395)

W 395 roku cesarz Teodozjusz Wielki zadecydował na łożu śmierci o podziale Imperium między dwóch małoletnich synów, przydzielając im opiekunów. Arkadiusz, pod kuratelą prefekta pretoriom Rufina, otrzymał Wschód. Młodszy Honoriusz, pozostający pod opieką magistra militum Stylichona, miał rządzić Zachodem. Granice ustalono tak, że pokrywały się one z wpływami języków łacińskiego i greckiego. Czynnik ten mocno utrwalił podział cesarstwa. Wedle zapatrywań ojca, młodzi współcesarze mieli wspierać się nawzajem i prowadzić wspólną politykę zewnętrzną. Rywalizacja opiekunów młodych władców doprowadziła jednak do stanu, w którym jedność Wschodu i Zachodu była jedynie fikcją.
Kulturze schyłkowego cesarstwa często zarzuca się dekadencję. Choć dokonywały się w niej liczne przeobrażenia, to nie można w nich doszukiwać się jedynie upadku. Zazwyczaj ową „ruinę kulturalną” przypisywano „starzeniu się” cywilizacji antycznej, czy zgubnemu wpływowi Wschodu. Sztukę późnoantyczną cechowała schematyczność rysunku oraz bryły. Długo oskarżano ówczesnych twórców o utratę doskonałości technicznej okresu klasycznego. Obecnie, w dobie zerwania z naturalizmem można zauważyć, że zmiany te były objawem zmieniającej się koncepcji piękna, gustów, czy zastosowania nowych środków wyrazu. Popularna stała się mozaika, świetnie nadająca się do symbolicznego kreślenia symboli plastycznych. Przemiana ta miała swoje źródło w nowych nurtach filozoficzno-religijnych. Klasyczny racjonalizm przegrał z mistycyzmem na długo przed rozkwitem chrześcijaństwa. Mitraizm, manicheizm, kult Izydy, judaizm, chrystianizm – wszystkie te nurty dały podstawy neoplatonizmowi – szkole filozoficznej, która zrewolucjonizowała myśl przełomu antyku i średniowiecza.
W literaturze omawianego okresu charakterystyczne było zamiłowanie do swoistego antykwaryzmu. Najpopularniejsze były wszelkiego rodzaju komentarze, prace poświęcone gramatyce, retoryce, wersyfikacji. Język literacki archaizował się, sztucznie zachowując niezmienność i ignorując naturalne przemiany zachodzące w języku żywym.
Cesarstwo we wszelkich dziedzinach przechodziło przez zmiany. W gospodarce panował kryzys. Armia, ciągle reformowana, coraz bardziej się barbaryzowała. Przebudowy aparatu urzędniczego prowadziły do niepokojów w kręgach władzy i częstych obaleń cesarzy. Pojawienie się najeźdźców germańskich, traktowane mogło być przez znaczną część społeczeństwa jako wyzwolenie od wzrastającego ucisku fiskalnego. Postawa taka tłumaczy częściowo obojętność społeczeństwa na tragiczną sytuację państwa.

## Germania
Główną rolę w okresie wielkiej wędrówki ludów odegrały plemiona germańskie. Ich kolebką najprawdopodobniej były Skania oraz Jutlandia, skąd w pierwszym tysiącleciu p.n.e. rozpoczęli wyprawę na południe, wypierając Celtów z terenów dzisiejszych Niemiec, i tworząc grupę Germanów Zachodnich. Częstokroć nękali granice cesarstwa na Renie (za który wyparł ich Cezar w 58 roku p.n.e.). Rolę hegemona wśród tych plemion odgrywali początkowo Swewowie, później Markomanowie, a od III wieku Frankowie.
W początkach naszej ery kolejna grupa ludności skandynawskiej opuściła swą ojczyznę i wylądowała u ujść Wisły i Odry, dając początek Germanom Wschodnim. Około III w. najpotężniejsze plemię spośród nich, Goci, osiadło nad brzegami Morza Czarnego, tworząc silny związek plemienny, do którego należały również plemiona słowiańskie, alańskie i sarmackie.
Przy ogromnym zróżnicowaniu w rozwoju społeczno-gospodarczym Germanów, można uogólnić, że były to w omawianym okresie ludy o półstałym trybie życia, uprawiające rolnictwo ekstensywne systemem odłogowym, rządzone według zasad demokracji wojennej. Często braki w zbiorach uzupełniały napadami na sąsiadów.
Oddziaływania między Germanami a Rzymem były bardzo silne i stałe. Prowadzone wojny, stosunki dyplomatyczne i handlowe sprzyjały przepływowi towarów i krzewieniu kultury śródziemnomorskiej wśród plemion zza Renu i Dunaju. Wodzowie starali się naśladować rzymskie obyczaje, styl życia, modę i wspierali wymianę handlową. Ich najczęstszym marzeniem było otrzymanie statusu sprzymierzeńca Rzymu (łac. foederati) i zezwolenie na osiedlenie się wraz z plemieniem w granicach Imperium Romanum. Z drugiej strony Rzymianie cenili sobie Germanów za waleczność i męstwo. Często korzystali z ich pomocy w toczeniu wojen. W razie problemów z rekrutacją żołnierzy w granicach państwa sięgano do Germanii, jako niekończącego się rezerwuaru walecznych wojowników, skąd wielokrotnie ściągano pod komendę rzymską całe oddziały z własnymi wodzami. Sytuacja stała się groźna, gdy zamiast małych, autonomicznych grup żołnierzy, w granicach cesarstwa zaczęły się osiedlać całe plemiona z królami, rządzące się według własnych praw.
W drugiej połowie IV wieku rozpoczęto chrystianizację plemion germańskich. Pierwszy biskup – Got, Wulfila, aby ułatwić ten proces, przetłumaczył na swój język Biblię, zapisując ją autorskim alfabetem. Był to okres, gdy cesarz i biskupi konstantynopolitańscy byli związani z arianizmem, stąd właśnie ta doktryna została zaszczepiona Germanom, co miało być zarzewiem licznych konfliktów w przyszłości.
Pod koniec IV wieku plemiona germańskie dokonały konsolidacji pod rządami silnie wykrystalizowanej warstwy rządzącej po upadku struktury rodowej. Po pierwszych udanych wyprawach zauważyli poważne osłabienie cesarstwa. Przyciągani magnetyczną siłą cywilizacji znad Morza Śródziemnego ruszyli na jej podbój. Rolę głazu poruszającego lawinę, spełniło plemię Hunów.

## Pojawienie się Hunów i pierwsza inwazja wizygocka
Hunowie, lud turecko-mongolski, wywodził się ze stepów Azji Środkowej. Już w kronikach chińskich z II w. p.n.e. notowano liczne ataki koczowniczego ludu Xiongnu. Właśnie przed nimi Państwo Środka miało być chronione przez Wielki Mur.
W drugiej połowie IV w. nastąpiły istotne zmiany w klimacie – step w wielu miejscach zaczął pustynnieć. Dodatkowo lud Rouran (utożsamiany z Awarami) rozbił związek plemienny Hunów, przez co spowodował ich exodus na zachód. Część z nich, Hunowie Biali – Heftalici, utworzyła silną organizację na terenie dzisiejszego Afganistanu, zagrażając Persji i Indiom. Reszta ruszyła dalej, około 370 roku wkraczając na stepy czarnomorskie. Było to jedną z głównych przyczyn marszu Słowian i Scytów na zachód, co wymusiło również podobne ruchy Germanów.
Rozbijając związek plemienny wschodniego odłamu Gotów, Ostrogotów, Hunowie w 375 r. wzbudzili wielką panikę wśród Germanów czarnomorskich. Część Wizygotów, pod wodzą Fritigerna, zwróciła się do cesarza Wschodu Walensa o azyl w granicach cesarstwa. Cesarz zgodził się, w zamian żądając kontyngentu gockich wojowników dla armii cesarstwa. Wizygoci osiedli w Mezji, dokąd miała zostać wysłana żywność. Rzymianie jednak nie wywiązali się z obietnicy i wśród uciekinierów wybuchł głód. Doszło do buntu Wizygotów, wspieranego przez miejscową ludność, ciemiężoną cesarskim fiskalizmem. Cesarz Walens, źle oceniwszy siły powstańcze, ruszył na nie, nie czekając na posiłki. W bitwie pod Adrianopolem 9 sierpnia 378 roku wojska rzymskie poniosły sromotną klęskę, a sam cesarz poległ.
Przegrana Rzymian zagroziła bezpieczeństwu granicy na Dunaju. Wciąż nowe fale germańskie pierzchające przed Hunami zalewały Półwysep Bałkański, łupiąc go niemiłosiernie. Nie mając wyboru, Teodozjusz Wielki zawarł z Wizygotami nowy układ (382), wedle którego ponownie byli uznani za sprzymierzeńców Rzymu, tym razem o zagwarantowanej autonomii, pod warunkiem dostarczania sił zbrojnych cesarstwu.
Inwazja barbarzyńców pozornie zakończyła się tryumfem Imperium, jednakże w rzeczywistości jego prestiż został wyraźnie podważony. Nie bez powodu datom 378 i 382 w niektórych kręgach historiografii zachodnioeuropejskiej przypisuje się rolę cezury między starożytnością a średniowieczem.

## Wędrówka Wizygotów

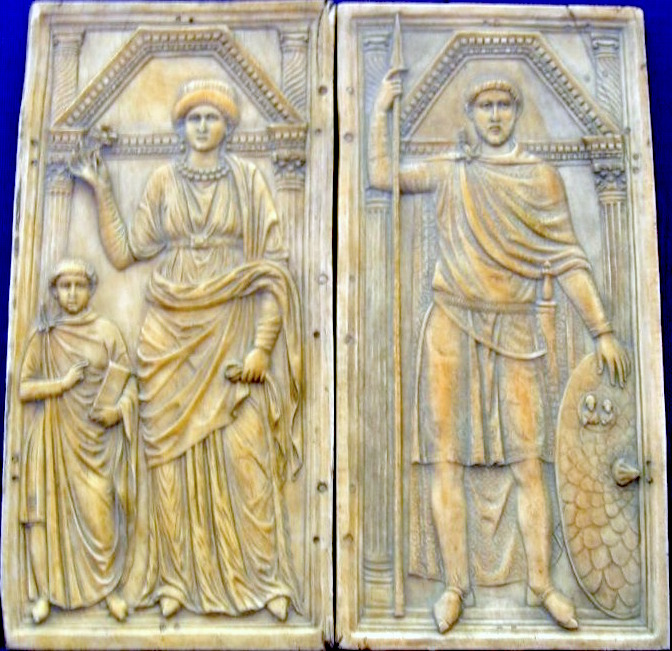
Stylichon, po prawej, z żoną Sereną i synem Eucheriusem

W okresie po śmierci cesarza Teodozjusza Wielkiego, cieszącego się wielkim autorytetem wśród barbarzyńców, nastał okres wielkiego niepokoju, który doprowadził do walk niszczących Imperium od środka.
Nasycenie armii elementem germańskim sięgnęło szczytu. Praktycznie Zachodem rządził Wandal Stylichon, opiekun małoletniego Honoriusza. Z jego polecenia został zamordowany prefekt Flawiusz Rufin przez powracającego z wyprawy wojennej przeciw Wizygotom Gainasa, na oczach cesarza Wschodu Arkadiusza. Germańskie oddziały niezdyscyplinowane i dzikie, plądrowały tereny Imperium, co przy nasilaniu się antagonizmów między ariańskimi Gotami a katolicką ludnością, zaostrzało jeszcze niechęć do Germanów.
W roku 400 doszło do zamieszek w Konstantynopolu, w efekcie których wymordowano 7 tys. żołnierzy gockich, po czym przystąpiono do oczyszczania bizantyńskiej kadry oficerskiej z barbarzyńców. Przerażony wódz wizygocki, Alaryk, nie pomścił swych współplemieńców, a ruszył zgodnie z ugodą ze zwycięskim stronnictwem antygermańskim na Zachód. W 401 Alaryk wraz z wojskiem obległ Mediolan – siedzibę cesarską. Stylichonowi udało się odeprzeć go spod murów miasta, jak również pokonać w paru innych bitwach (m.in. pod Pollentią). W efekcie tych walk Goci zostali przejściowo zmuszeni do opuszczenia Italii.

## Przerwanie linii Renu i wtargnięcie Wizygotów do Italii
Katastrofa przyszła niespodziewanie. Stylichon do walki z Alarykiem użył oddziałów zwyczajowo stacjonujących na granicy Renu. 31 grudnia 406 roku zamarznięta rzeka została sforsowana przez luźne oddziały niedobitków z różnych plemion pod wodzą Radagajsa. Stylichion rozpoczął z nimi walkę, jednak w styczniu następnego roku w okolicach Moguncji i Wormacji rzekę forsowały już nie pojedyncze oddziały, a całe plemiona – Wandalowie, Swebowie, Alanowie oraz Burgundowie.

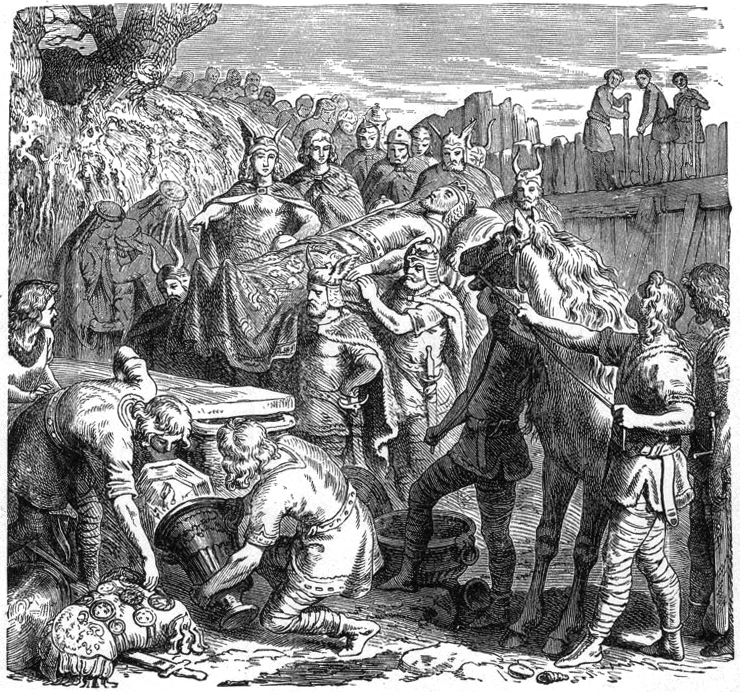
Śmierć Alaryka

Dramaturgia tych wydarzeń spowodowała oskarżenie Stylichiona o politykę progermańską. Armie brytyjskie i galijskie zbuntowały się i ogłosiły cesarzem jednego ze swych wodzów – Konstantyna. W samej Italii, zszokowanej pojawieniem się barbarzyńców na południe od Alp dochodziło do napaści na żołnierzy pochodzenia germańskiego. Ostatecznie sam Honoriusz obrócił się przeciw Stylichonowi, zwabił go do nowej siedziby cesarskiej – Rawenny, gdzie Wandal został zamordowany 22 sierpnia 408 r.
Wskutek tego zabójstwa nastąpiły dalsze wstrząsy. Żołnierze Stylichona, bojąc się powtórzenia sytuacji z Konstantynopola, masowo dezerterowali i przechodzili na stronę Alaryka, który obozował w Noricum, gdzie prowadził rokowania w sprawie wejścia swoich oddziałów pod władzę Zachodu w zamian za wygórowany żołd. Zamieszki jednak zmieniły jego plany i ruszył na Rzym, po drodze wchłaniając napotykanych dezerterów. „Wieczne miasto” pierwszy raz od czasów Hannibala ujrzało wroga u bram. Rokowania z senatem nie powiodły się i 24 sierpnia 410 roku wyposzczone miasto znalazło się w ręku Germanów, którzy przez kolejne trzy dni łupili je, palili i wywozili jego mieszkańców jako niewolników. Zdobycie Rzymu nie rozwiązało problemów Alaryka. Ruszył na południe, pragnąc przeprawić się do północnej Afryki, by tam stworzyć niezależne od cesarstwa państwo. Sztorm zniweczył te plany, niszcząc jego flotę gotową do wypłynięcia. Alaryk zawrócił na północ, ale w drodze zmarł w pobliżu Cosenzy. Wizygoci pod wodzą Ataulfa ruszyli do pogrążonej w chaosie południowej Galii, gdzie chcieli wywalczyć sobie stałe siedziby. Nadarzyła się ku temu świetna okazja, gdyż prowincja ta właśnie była areną zmagań zbuntowanych legionów, oddziałów wiernych cesarzowi oraz wędrujących na zachód barbarzyńców. W Galii pozostali Burgundowie, część Alanów oraz Frankowie, którzy walcząc jako foederati, zajęli dla siebie północną część kraju. W końcu 409 r. reszta – Wandalowie, Swebowie i większość Alanów – przekroczyła Pireneje i najechała do tej pory spokojny Półwysep Iberyjski. Rzymowi udało się utrzymać nominalną władzę nad Galią. Przy pomocy zdolnego wodza Konstancjusza Honoriusz zredukował obszary barbarzyńców do narzuconych przez Rzym obszarów osadniczych i formalnie podjął z nimi umowy o sprzymierzeniu. Zgony Konstancjusza oraz Honoriusza zakończyły chwilowe odprężenie na Zachodzie.

## Opanowanie Półwyspu Iberyjskiego przez barbarzyńców

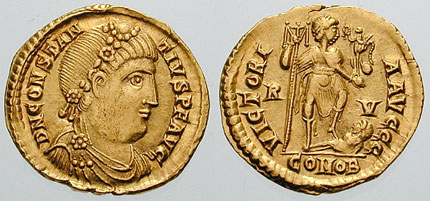
Solid z wyobrażeniem Konstancjusza

Inwazja z 409 roku udała się – Swebowie zajęli tereny dzisiejszej Galicji i północnej Portugalii, Alanowie osiedlili się w Luzytanii, a Wandalowie opanowali Betykę, od ich imienia nazywaną Andaluzją. Jednakże rolę hegemona na półwyspie mieli odegrać Wizygoci. Plemię to, po licznych wędrówkach, otrzymało od cesarza Honoriusza galijską Akwitanię na prawach sprzymierzeńców (foederati). Szybko ich królestwo zaczęło obejmować tereny również za stokami Pirenejów. W 429 r. Wandalowie przeprawili się przez Cieśninę Gibraltarską do Afryki Północnej. Wizygoci rządzili prawie całym Półwyspem z wyjątkiem państwa Swebów oraz Kraju Basków. Po 507 roku, na skutek bitwy z Frankami pod Vouille, po której stracili Akwitanię, zaczęli napływać wielką falą do Hiszpanii. Dopełnieniem romanizacji ich królestwa było przeniesienie stolicy z Narbony do hiszpańskiej Barcelony, a następnie do Toledo. Po kampanii Justyniana (550) rozpoczął się powolny upadek państwa wizygockiego, związany równocześnie z silną asymilacją Germanów z miejscową, mocno zromanizowaną ludnością ibero-celtycką.

## Afrykańskie Państwo Wandalów

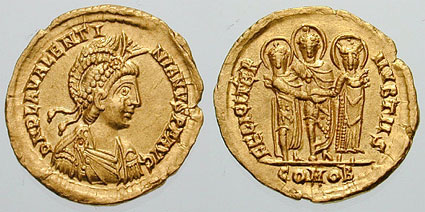
Solid Walentyniana III

Objęcie władzy przez małoletniego Walentyniana III spowodowało nową walkę o wpływy między rzymskimi wodzami. Bonifacjusz, namiestnik prowincji Africa, nie zawahał się wezwać na pomoc w 428 roku Wandalów. Dostarczył im floty, na której przeprawili się przez Gibraltar pod wodzą króla Genzeryka. Ten jeden z najwybitniejszych germańskich wodzów swojej epoki był świadomy, że jego lud nie utrzyma się w Hiszpanii pod naporem wizygockim i ruszył do Afryki, by tam utworzyć nowe państwo germańskie.
Mimo pogodzenia się Bonifacjusza z dworem raweńskim Genzeryk, wspomagany przez Berberów i szykanowanych donatystów, zaatakował prowincję afrykańską i pokonawszy Rzymian pod Hipponą, zajął większość kraju. W 435 roku Aecjusz, ówcześnie najważniejsza persona na dworze cesarskim, swoją kampanią afrykańską zmusił Genzeryka do uznania się „sprzymierzeńcem” i uszczuplenia swoich posiadłości. Już w cztery lata później Wandalowie wznowili wojnę i bezsilny cesarz musiał układem z 442 roku zatwierdzić nabytki wandalskie w Afryce. Ich państwo zyskało suwerenność w zamian za dostarczanie zboża do Rzymu. Sytuacja ta była groźna dla Imperium, gdyż wyżywienie całej Italii zależało od dostaw zboża z Afryki. Aecjusz zatem starał się utrzymywać dobre stosunki z Genzerykiem. Dodatkowo Wandalowie rozbudowali swoją flotę, stając się prędko panami morza od Gibraltaru po Grecję, uniemożliwiając stosunki handlowe między Wschodem a Zachodem Imperium Rzymskiego.

## Królestwa anglosaskie w Brytanii

Brytania w czasach heptarchii

Zagadnienia odseparowania Brytanii od reszty Imperium i opanowania jej przez plemiona germańskie do dziś pozostają niewyjaśnione. Już w III wieku obserwujemy zarówno cofanie się granic rzymskich, jak i gospodarki rzymskiej Brytanii i jej powolną barbaryzację. Już wtedy obok nieustannych najazdów Piktów od strony Szkocji, właśnie wtedy od morza zaczęli wyspę atakować Sasi, mieszkańcy północno-zachodniej Germanii. Ludność rzymska chroniła się za fortyfikacjami. Jednym z ostatnich ciosów zadanych jeszcze rzymskiej Brytanii był najazd plemion piktyjskich z 367 roku, który spustoszył całą rzymską część wyspy.
Zazwyczaj w historiografii za końcową cezurę władzy rzymskiej nad Brytanią uznawało się rok 407, w którym legiony opuściły wyspę. Obecnie jednak granicę przenosi się na okres po roku 440, tj. aż do czasów najazdu na wyspę Anglów, Sasów i Jutów, ludów zamieszkałych nad Wezerą i na Półwyspie Jutlandzkim, które już wcześniej próbowały osiedlić się na brytyjskich wybrzeżach.
Sam przebieg podboju jest nieznany. Mówią o nim wyłącznie późniejsze podania, które wzmiankują o legendarnych wodzach germańskich – Hengiscie i Horsie oraz wspominają walecznego celtyckiego obrońcę wyspy Artusa (szerzej znanego jako król Artur). Około 450 roku najeźdźcy silnie już usadowili się w Brytanii. W toku dalszych walk z czasem wyłoniło się osiem najpotężniejszych małych państw. Podczas gdy Jutowie stworzyli tylko jedno królestwo (Kent), Sasi podzieli się na zachodnich (Wessex), wschodnich (Essex) i południowych (Sussex), Anglowie założyli, licząc od południa: Mercję (w centralnej części wyspy), East-England, Deirę i Bernicję; dwa ostatnie królestwa z czasem połączyły się w Nortumbrię, stąd schyłkowy okres wędrówek ludów w Brytanii często nosi miano czasów heptarchii – tj. siedmiu królestw.
Ludność celtycka i romańska nie mogła pogodzić się z panowaniem Germanów. Dlatego jej część wylądowała na galijskim półwyspie Armoryka, gdzie w ciągu drugiej połowy V wieku założyła liczne osady, które z czasem jednoczyły się w obronie przed najazdami Franków. Dzięki temu teren ten później zwany Bretanią zdołał uchronić swą niezależność od potomków Meroweusza, a potem Karolingów.
Jednak większość rdzennej ludności Brytanii pozostała na wyspie, w ciągu V–VI wieku sukcesywnie spychana na zachód – do Walii, Kornwalii i tzw. Strathclyde, gdzie w walce z najeźdźcami korzystała z pomocy mieszkańców Irlandii, wówczas zwanych Szkotami. Najbardziej cywilizowani wycofali się do Irlandii, gdzie dzięki swej działalności, przyczynili się do rozkwitu tego terytorium. Tam też, w licznych klasztorach, zachowano liczne dzieła antyczne i znajomość klasycznej, niezwulgaryzowanej łaciny, która w czasach Karola Wielkiego miała wrócić na kontynent.

## Kampanie Attyli
Kiedy zachodnia część Imperium pogrążała się w chaosie wynikającym z migracji barbarzyńców i wojen domowych, Wschód stał się obiektem zainteresowania potężnego związku plemiennego Hunów. Lud ten, zakładając centrum swej organizacji na stepach nad Cisą, narzucił zwierzchnictwo sąsiednim plemionom germańskim, tureckim i słowiańskim.
Na czele tego związku stanął w 443 roku Attyla z bratem Bledą, aż do jego zamordowania w 445 roku. Attyla stał się jedynym władcą olbrzymiego związku koczowników i ludów podbitych, swoją pozycją budzącym respekt sąsiadów. Już od ok. 430 roku dwór konstantynopolitański, splątany intrygami wrogich klik i pogrążony w sporach teologicznych, zdecydował o płaceniu ciężkiego dorocznego trybutu Hunom w złocie.
Pomimo tego Attyla napadł Wschód w 441 r., a w 447 r. ponowił atak, docierając pod Termopile i Konstantynopol. Od oblężenia Hunowie odstąpili dopiero po oddaniu przez dwór konstantynopolitański pasa twierdz nadgranicznych i potrojeniu trybutu.
W tym czasie zachodnia część cesarstwa broniła się przed katastrofą. Największy udział w tym miał patrycjusz Aecjusz, zwany Ostatnim Rzymianinem, który stał się praktycznym władcą Italii oraz resztek posiadłości w Galii i Hiszpanii. Swą pozycję utrzymywał dzięki pomocy Hunów, u których będąc w młodości zakładnikiem, wypracował sobie wielki autorytet. Huńska gwardia przyboczna udaremniła wiele zamachów na jego życie. Dzięki ustawicznemu przerzucaniu sił z jednego krańca Galii na drugi trzymał w ryzach Wizygotów, Burgundów, Franków i Alemanów, chcących podporządkować sobie resztki posiadłości Imperium. Wojny te, prowadzone zarówno przeciw barbarzyńcom, jak i z ich pomocą straszliwie pustoszyły kraj. Polityka opierana na pomocy Hunów możliwa była tylko dopóki Attyla nie przejawiał tendencji agresywnych wobec Zachodu.

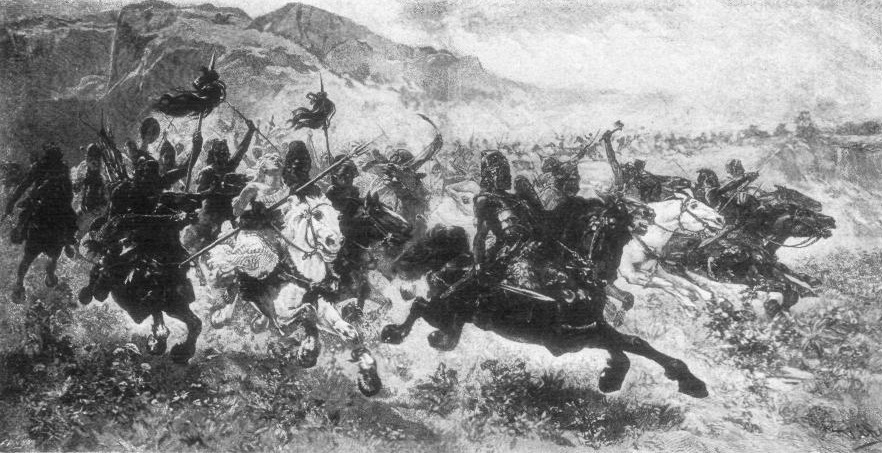
Hunowie pod wodzą Attyli najeżdżają Italię

Od 448 r. król Hunów szukał pretekstu do uderzenia na zachodnie cesarstwo. Wkrótce zażądał siostry cesarza, Honorii, i połowy zachodniego cesarstwa jako posagu. Kiedy jego żądania zostały odrzucone, przekroczył Ren i zaczął pustoszyć Galię. Na spotkanie wyszły mu połączone siły rzymsko-germańskie, pod dowództwem Aecjusza, które zadały klęskę Hunom na Polach Katalaunijskich (451). Po wycofaniu się Attyla w roku następnym złupił północną Italię, zburzył Akwileję i dotarł pod Rzym. W tym czasie Wschód zaatakował siedziby Hunów, co zmusiło Attylę do wycofania się. Inne relacje wskazują na rolę perswazji papieża Leona I. Dalsze kampanie przerwała nagła śmierć wodza (453). Po jego śmierci, władzę dziedziczyło trzech wodzów Ellak, Dengizyk oraz Ernak. Dokonany przez nich podział imperium według klucza ludnościowego, okazał się zgubny dla Hunów. Sytuację wewnętrznych niepokojów wykorzystali podbici Germanowie, którzy wszczęli bunt pod wodzą króla Gepidów Ardaryka. Po przegranej bitwie nad rzeką Nedao Hunowie podzielili się na kilka grup. Jedni wycofali się na stepy czarnomorskie inni pozostali nad dolnym Dunajem, kontynuując politykę najazdów na prawobrzeżne terytoria. Niewielka część ludu została osiedlona przez cesarza Marcjana na Półwyspie Bałkańskim, gdzie zajmować miała się od tej pory rolnictwem.

## Upadek zachodniego cesarstwa

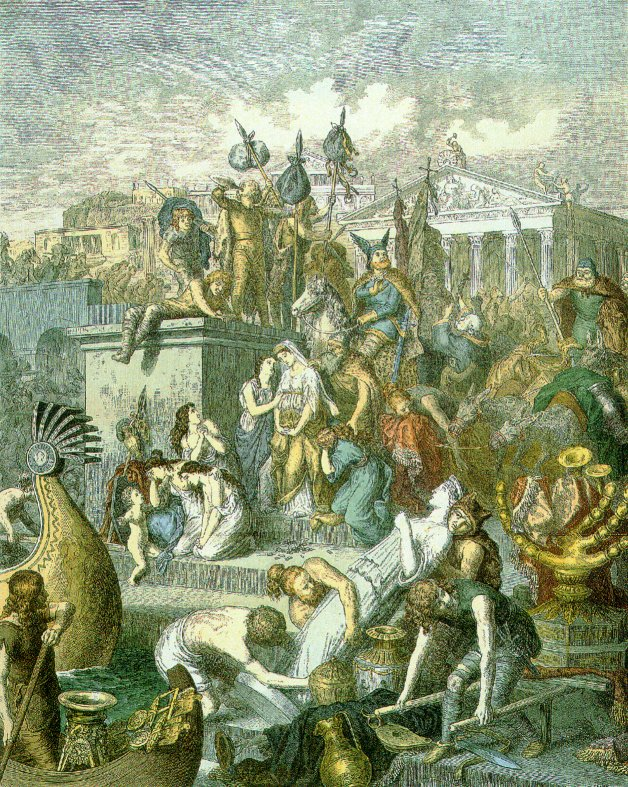
Złupienie Rzymu przez Wandalów w 455 roku

Klęska Hunów nie uchroniła Zachodu przed katastrofą. Aecjusz stał się bezsilny bez pomocy Hunów. Wykorzystał to cesarz Walentynian III, do tej pory spychany na dalszy plan. Przy wsparciu Genzeryka, króla Wandalów, zamordował „Ostatniego Rzymianina” w czasie osobistej audiencji (454). Pół roku później sam cesarz stał się ofiarą zamachu podczas wizyty w obozie wojskowym (455). Armia obwołała cesarzem Petroniusza Maximusa, który został wkrótce zamordowany na wieść o zbliżaniu się Genzeryka. Genzeryk ogłaszając się mścicielem Walentyniana, najechał Italię, złupił Rzym, niszcząc jego ocalałe zabytki (stąd wandalizm), wywożąc z niego wszystko, co tylko było można wraz z kilkoma tysiącami jeńców.
W 455 r. praktycznie nastąpił kres zachodniego cesarstwa. Zabrakło pretendentów do purpury. Dopiero prefekt Galii Awitus ogłosił się cesarzem pod egidą wizygockiego króla, Teodoryka II, jednakże szybko został zamordowany (456) przez Sweba Rycymera, któremu przypadła rola grabarza Imperium. Sytuację próbował jeszcze opanować wspierany przez cesarza wschodniego Leona I wódz Majorian, jednakże i jego spotkała śmierć z rozkazu Rycymera (461). Następcy Majoriana byli już tylko marionetkami. Jedni powoływani byli przez cesarzy wschodnich (Antemiusz, Juliusz Nepos), inni przez Rycymera (Libiusz Sewer), czy zgoła wandalskiego Genzeryka (Gliceriusz).
Po śmierci Rycymera (472) nowym rozdawcą korony został Orestes, który w 475 powołał na tron swego nieletniego syna Romulusa; temu w historii przypadł przydomek Augustulus („Cesarzątko”). Zbuntowani przeciw niewypłacalnej władzy Rzymu żołnierze obrali zwyczajem germańskim na swego króla Odoakra (476). Zamordował on Orestesa, odsunął Romulusa od władzy, którą przejął osobiście, nominalnie w imieniu cesarza wschodu Zenona Izauryjczyka, któremu odesłał insygnia cesarskie. Posiadłości Zachodu poza Italią szybko zostały zagarnięte przez barbarzyńców. Jedynie w Dalmacji do roku 480 władzę sprawował Juliusz Nepos obalony przez Orestesa, ale uznawany za prawowitego cesarza przez Konstantynopol oraz rzymskiego namiestnika Galii, Sjagriusza. Ten ostatni utrzymywał się na północ od Loary aż do 486 r., kiedy to uległ ekspansji Franków pod wodzą Chlodwiga.

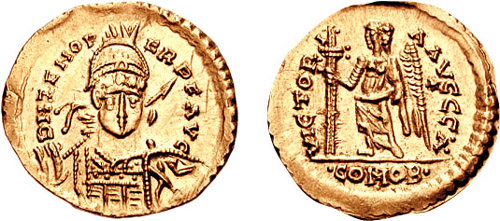
Solid z wizerunkiem Odoakra

Rządy Odoakra nie trwały długo. Choć istotnie poprawiły wyżywienie Italii, władza barbarzyńcy w dawnym sercu Imperium była nie do zaakceptowania ani dla Konstantynopola, ani dla ocalałych jeszcze rodów senatorskich. Szybko znaleziono osobę do usunięcia Odoakra – był nim Teodoryk, król Ostrogotów na służbie wschodniorzymskiej, wielki miłośnik kultury rzymskiej. Wojna toczona między Teodorykiem a Odoakrem w latach 488–493, zakończyła się kapitulacją, a wkrótce śmiercią niszczyciela zachodniego cesarstwa w Rawennie.

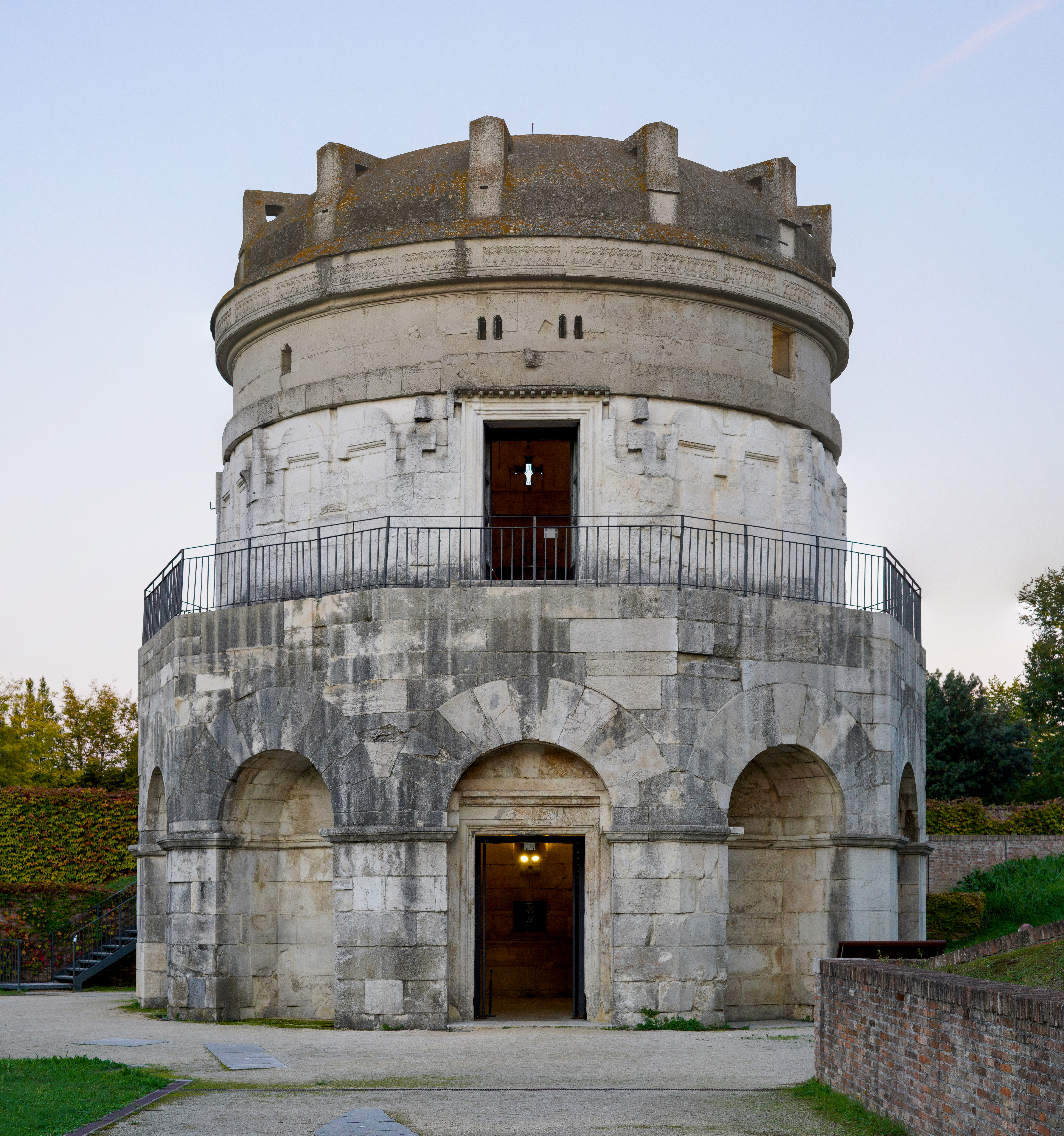
Mauzoleum Teodoryka Wielkiego w Rawennie

Teodoryk rządził Italią formalnie jako magister militum, jednakże nosząc ostrogocki tytuł królewski, często przywdziewał purpurę i uzurpował sobie w inskrypcjach tytuły augustus i dominus noster. Mimo swej fascynacji rzymskością Teodoryk rządził niezależnie od Konstantynopola. Gotów skupił w północnej Italii, rezerwując dla nich sprawy wojskowe, Rzymianom pozostawiając administrację. Integracji między oboma ludami przeszkadzały również antagonizmy religijne między ariańskimi Gotami a Rzymianami, wśród których coraz większy autorytet zyskiwał biskup rzymski.
Czasy Teodoryka Wielkiego były dla Italii okresem małego odrodzenia. Odbudowywano gmachy, gospodarka zaczynała się budzić ze stagnacji. Goci oparli granice Italii o Dunaj, udało im się zatrzymać pochód Franków ku Morzu Śródziemnemu, odzyskując Prowansję. Teodoryk uzyskał również regencyjną zwierzchność nad wizygockim królestwem w Hiszpanii. Jednak jego śmierć w 526 roku ukazała słabość jego misternie budowanego państwa gocko-rzymskiego. Jego córka Amalasunta nie potrafiła już oprzeć się tarciom wewnętrznym, jak i rosnącemu zagrożeniu z zewnątrz, ze strony Konstantynopola, który wreszcie był na tyle potężny, by upomnieć się o odwiecznie rzymskie ziemie.

## Restauracja imperium przez Justyniana
W rok po śmierci Teodoryka, w Konstantynopolu do władzy doszedł cesarz Justynian I. Wychowany na przyszłego władcę, marzył o przywróceniu dawnych granic cesarstwu i jego mocarstwowej pozycji. Nie było to tylko mrzonką. Już od czasów cesarza Anastazjusza cesarstwo wzmacniało się finansowo i militarnie. Udało się również stłumić powstania Nika (532).

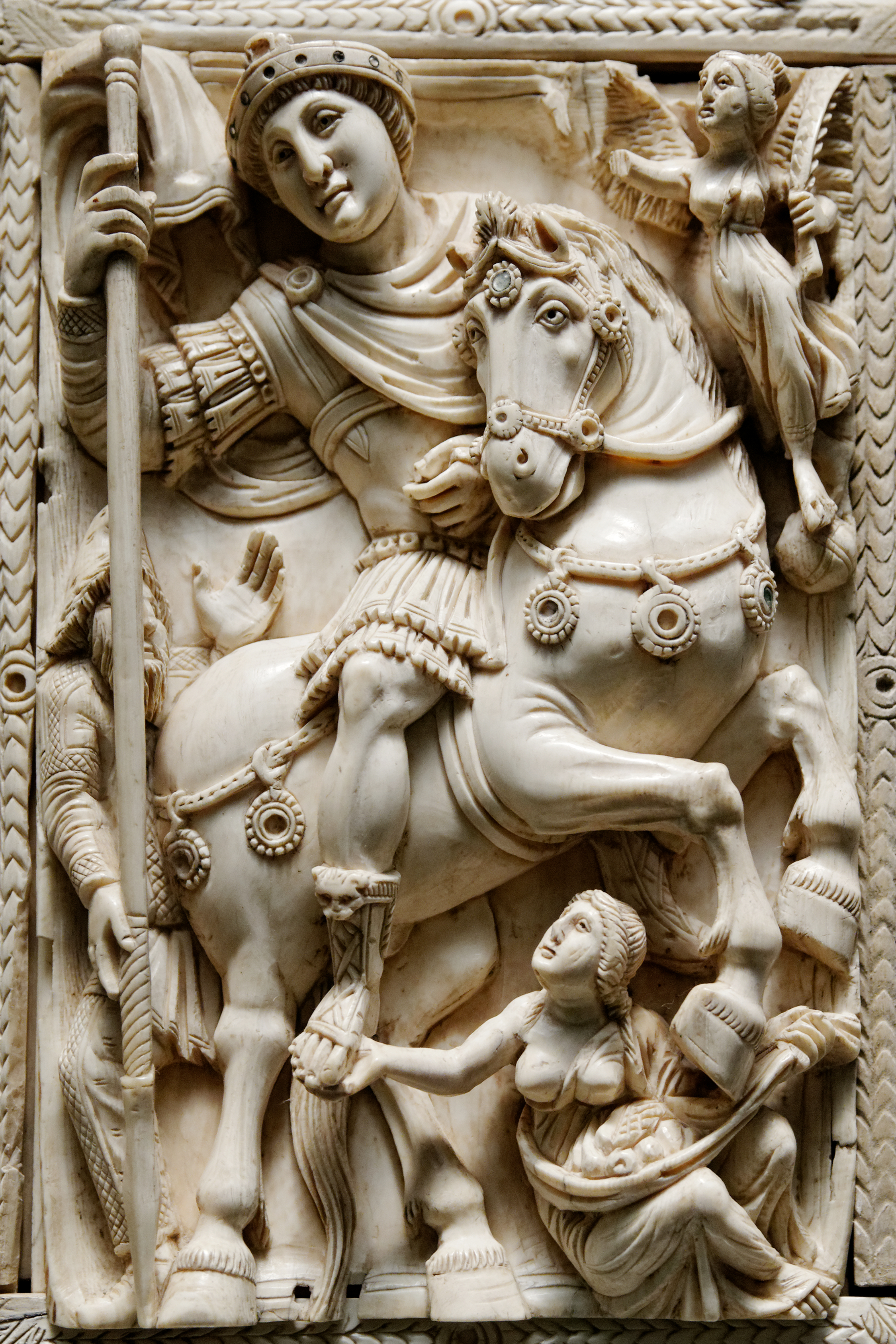
Justynian I Wielki jako obrońca wiary – środkowa część dyptyku Barberini z kości słoniowej; początek VI wieku Bizancjum

Główny wróg Konstantynopola – Persja na pewien czas odstąpiła od wojny, a po śmierci Teodoryka Wielkiego żadne z państw germańskich nie stanowiło dla wschodniego cesarstwa większego zagrożenia. Wszystkie powyższe czynniki miały szansę pomóc cesarzowi w akcji rewindykacyjnej, która zniwelowałaby dotychczasowe skutki wielkiej wędrówki ludów. Mimo wielkiej pracowitości (Justyniana nazywano „cesarzem bezsennym” – basileus akoimetos) nabytki zdobyte przez cesarza nie utrwaliły się, do czego przyczyniło się uleganie żonie, Teodorze, która wedle swych kaprysów usuwała najzdolniejszych dowódców, co prowadziło do zahamowania ekspansji, a nawet klęsk.

### Rewindykacja Afryki
Pierwszym celem była Afryka, która nadal pozostawała pod władzą Wandalów. Pretekstem do interwencji było usunięcie króla Hilderyka, po kądzieli potomka zachodnich cesarzy, sprzyjającego katolikom i uznającego zwierzchność nad sobą Konstantynopola. Kiedy zabiegi dyplomatyczne nie przyniosły rezultatu, we wrześniu 533 r. Justynian wysłał ekspedycję wojskową przeciw nowemu królowi Gelimerowi. Dowodził nią Belizariusz, który właśnie zakończył kampanię perską. Wojska wylądowały pod Hadrumentum (obecnie Susa), zaskakując Wandalów. Rozbici w pierwszej bitwie, nie mogąc postawić skutecznego oporu, Germanie kapitulowali zaledwie po roku. W odzyskanej Afryce nastąpiły typowe rządy restauracji – przywrócono pozycję kościoła katolickiego, zwrócono ziemie dawnym właścicielom. Władzę nad terenem objął dostojnik z tytułem egzarchy.

### Kampania w Italii
Sukces w Afryce skłonił Justyniana do próby odzyskania Italii, dawnego serca Cesarstwa. Tym razem pretekstem było uwięzienie, a potem skrytobójcze zabójstwo sprzyjającej Konstantynopolowi Amalasunty przez swojego byłego sojusznika Teodahada. W 536 r. przeciwko Ostrogotom ruszyły dwie armie. Jedna, pod dowództwem Mundusa, opanowała Dalmację. Druga, z Belizariuszem na czele, bez większych walk zajęła Sycylię.

Cesarstwo Bizantyńskie za czasów Justyniana I

Ostrogoci, po usunięciu nieudolnego Teodahada, który próbował potajemnie układać się z cesarzem, i zastąpieniu go przez Witygesa, przeszli do kontrnatarcia. W tym czasie Belizariusz zajął już Rzym, owacyjnie witany przez jego ludność i senat. Trwające ponad rok ostrogockie oblężenie bardziej zniszczyło Wieczne Miasto niż najazdy Wizygotów i Wandalów. Jedynie dzięki wybitnym umiejętnościom dowódczym Belizariusza niespełna pięciotysięczna armia rzymska oparła się oblężeniu kilkudziesięciu tysięcy Ostrogotów. W odwecie Ostrogoci oraz posiłki frankijskie zniszczyli Mediolan, a jego ludność w znacznej mierze wymordowali lub sprzedali w niewolę.
Kampania, przedłużająca się wskutek rywalizacji bizantyńskich dowódców, w 540 r. doprowadziła do kapitulacji Witigesa w obleganej Rawennie. Goci mieli zostać osadzeni w dolinie Padu jako sprzymierzeńcy Rzymu. Wzmocnienie pozycji Belizariusza zaniepokoiło dwór w Konstantynopolu, co sprawiło, że został on odwołany z Italii i popadł w niełaskę. W tej sytuacji Goci porwali za broń (541) pod wodzą nowo obranego króla Totili. Do 546 r. Totila, paląc i niszcząc senatorskie latyfundia, a ich ziemie rozdając chłopom, dotarł do Rzymu, który wskutek działań wojennych na pewien czas przekształcił się w bezludne ruiny.
Z ogromnym wysiłkiem Justynian I wysłał w 550 r. do Italii odsiecz z doświadczonym dowódcą Narsesem na czele. W 552 r. Ostrogoci ponieśli straszliwą klęskę pod Busta Gallorum (pod Tadinae). Sześć tysięcy Ostrogotów wraz z królem padło, co przypieczętowało kres ich państwa. Ich ostatni król Teja ograniczał się w swej działalności do wyładowywania rozpaczy w dzikich aktach zemsty i okrucieństwa.

### Odzyskanie Betyki
Równocześnie z drugą ofensywą w Italii Justynian rozpoczął odzyskiwanie Hiszpanii. Po wygaśnięciu na Amalaryku dotychczasowej dynastii (531) władzę objął dawny przedstawiciel Teodoryka Wielkiego z okresu jego władzy regencyjnej w państwie wizygockim – Teudis. Po jego śmierci w 548 r. rozpoczął się okres długoletnich walk o tron między wizygockimi możnymi. Katolicy wspierający jednego z kandydatów – Atanagilda, wezwali w 550 r. na pomoc wojska Justyniana. Wojskom interwencyjnym pod wodzą Liboriusza udało się do 552 roku zdobyć Betykę, która przy Bizancjum pozostała przez ponad sześćdziesiąt następnych lat.

## Wędrówka Longobardów
Kolejnym ludem germańskim, podejmującym wędrówki na przełomie starożytności i wczesnego średniowiecza byli Longobardowie.
Lud ten, zgodnie z kroniką Pawła Diakona wywodzić miał się z terytorium Skandynawii. W roku 486 zajęli oni terytorium dzisiejszej Dolnej Austrii, zajmowane do tej pory przez plemię Rugiów. W roku 526 Longobardowie pojawili się po raz pierwszy w Panonii, zaś zasiedlenie tej krainy przez nich miało miejsce w roku 546. Pojawienie się nowych osadników spowodowało konflikt z Gepidami, który zakończył się klęską tych ostatnich w bitwie na Asowym Polu. Pojawienie się Awarów oraz początki osadnictwa słowiańskiego na Bałkanach stawiały Longobardów w trudnej sytuacji. W 568 roku, dobrowolnie opuścili oni swoje dotychczasowe siedziby w Panonii na zachód od południkowego biegu Dunaju i w traktacie podpisanym z Awarami – swoimi sojusznikami w wojnie z Gepidami – przekazali te tereny w ich władanie, zastrzegając sobie jednak możliwość powrotu przez okres 200 lat. Od tej pory Awarowie władali całą Niziną Węgierską i pozostawali w sojuszu wojskowym i politycznym z Longobardami.

### Najazd na Italię

Państwo Longobardów w roku 572 (kolor błękitny)

Italia, nad którą władzę rozpościerał Narses, była ruiną. Zniszczenia dokonane przez Totilę, ale i oddziały bizantyńskie, złożone m.in. z Germanów, Hunów, Bułgarów, Słowian, Irańczyków i Arabów przekroczyły możliwości samoregeneracji kraju. Większość rodów senatorskich została wymordowana, spauperyzowała się lub wyemigrowała do Konstantynopola. Pomniki dawnej potęgi legły w gruzach. Władze egzarchatu umieszczono w Rawennie, a w Rzymie jedynym mocodawcą pozostał papież, co spowodowało wzrost jego pozycji. Być może, gdyby Italia miała więcej czasu na zaleczenie ran, jeszcze by się odrodziła, ale z północy nadciągnęło nowe zagrożenie, w postaci inwazji Longobardów. Nieliczne oddziały rzymskie nie były w stanie obronić Italii przed Longobardami. Twierdze północnej Italii padały jedna po drugiej. W Pawii nad Tacynem król Alboin umieścił stolicę swego ludu, a swą władzę rozciągnął prawie na cały półwysep. Przy Bizancjum pozostały Rzym i Rawenna z okolicami, wybrzeże liguryjskie z Genuą, Apulia, Kalabria, Neapol i Amalfi. Uciekinierzy z Akwilei utworzyli na lagunach Wenecję pod protektoratem Konstantynopola. Niedokończenie podboju nie wynikało jednak z oporu, a z waśni wśród najeźdźców, którzy po śmierci króla Klefa w roku 574 przez dziesięć lat nie wybierali króla. Dopiero w 584 na tron wstąpił Autaris. Panowanie jego upłynęło pod znakiem walk z Frankami oraz licznych klęsk żywiołowych. Władca zmarł otruty, prawdopodobnie przez własną małżonkę, w roku 590. Ostatecznie, północna Italia zajęta została przez Rotarisa w latach 636–652.

## Epilog
Najazd Longobardów był ostatnim przejawem gwałtownych migracji u zarania średniowiecza, które w historii zyskały miano wielkiej wędrówki ludów. Oznaczał on także koniec zapoczątkowanego przez Justyniana I (wówczas już nieżyjącego) planu odbudowy Imperium Romanum w dawnych granicach. Cesarstwo wschodniorzymskie musiało w następnych latach stoczyć bój z Persją o wschodnie prowincje oraz z Arabami w następnym stuleciu o przetrwanie. Przekształcone w „Bizancjum”, obroniło swą niepodległość za cenę utraty Egiptu, Afryki Północnej, Syrii i Palestyny. Opierając się o Bałkany i zhellenizowaną Azję Mniejszą stało się bardziej skonsolidowane oraz jednolite.
Obojętność ówczesnych Rzymian na kryzys i upadek swego państwa na początku V wieku wynikała prawdopodobnie z przeświadczenia, że imperium dalej istnieje. Rzymianie byli przyzwyczajeni do obecności barbarzyńców, nawet u szczytów władzy. Przeciętny Rzymianin nie przypisywał dokonującym się wokół zmianom wiekopomnego znaczenia.

## Źródła z epoki
- Kasjodor, Dzieje Gotów – przetrwała wyłącznie w skróconej formie dzieła Jordanesa, uważanej za osobne dzieło.
- Prokopiusz z Cezarei, Dzieje Wojen (History of the wars) (brak księgi VIII)
- Jordanes: De Getarum sive Gothorum origine et rebus gestis (Dzieje Gotów) (wersja dwujęzyczna łacina+angielski)
- Ammianus Marcellinus: „Dzieje”